# Ikar Legnica
MKS Ikar Legnica – polski męski klub siatkarski z Legnicy. Obecnie zespół gra w II lidze.
W 1989 r. juniorzy zdobyli brązowy medal Mistrzostw Polski Juniorów w Wałbrzychu.

## Llinki zewnętrzne
- Legnicki siatkarz z szansą na wielką karierę.